# 曼島大學學院
曼島大學學院是英國王室屬地曼島的主要高等教育、職業教育和成人教育中心，位於曼島首府道格拉斯。

## 歷史
曼島大學學院於1880年11月成立，前身為道格拉斯藝術學院，1947年搬遷至洛德街政府大樓後更名為技術、藝術和工藝學院，1960年更名為進一步發展教育學院，自2016年4月1日起，進一步發展教育學院更名為曼島大學學院。
在該校更名為曼島大學學院之前，該學院的招生人數招收是160名全日制學生。

## 課程
曼島大學學院提供300多門課程，包括管理、藝術、商業、餐飲、兒童教育、計算機、建築、諮詢技能、設計、教育研究、工程、英語、金融、法醫學和犯罪學、美髮與美容、健康與社會護理、歷史、園藝、酒店業、數學、媒體、音樂、生活和工作準備、科學和體育——還會定期增加更多課程。
這些課程提供從14歲到16歲、繼續教育、高等教育和成人教育的各個級別。
曼島大學學院提供的高等教育（學位、學位級別和研究生）課程包括英國國家高級文憑和企業管理碩士。學位課程與切斯特大學（自1996年起）和利物浦約翰摩爾斯大學聯合開設。
除了學術和職業資格外，曼島大學學院還提供一些專業證書、短期課程和介紹性學習計劃。
曼島大學學院的成人學習計劃還包括全面的休閒和娛樂課程。此外，曼島大學學院還開展監獄教育計劃。